# Стол
Стол — предмет мебели, имеющий приподнятую горизонтальную или наклонную поверхность и предназначенный для размещения предметов, выполнения работ, принятия пищи, игр, рисования, обучения и другой деятельности.

## Виды столов
Широко распространены столы, имеющие прямоугольную крышку и четыре (две или одну центральную) опоры. Существуют также столы с круглыми, треугольными, многоугольными крышками, а также крышками криволинейной формы. Число опор также может быть различным. Существуют также безопорные столы (подвесные, откидные, выдвижные, раскладные и мобильные). Столы могут иметь как горизонтальную крышку, так и наклонную (в том числе с регулируемым наклоном).
Столы могут иметь встроенные ящики и дополнительные поверхности для хранения и размещения различных предметов, в том числе столовые приборы, столешницы, и другие предметы для стола.
Столы могут быть трансформируемыми, например, со складной или раздвижной крышкой (раздвижные столы), иметь другие детали (элементы), путём перемещения которых можно менять её функциональное назначение и (или) размеры. Столы могут изготовляться из дерева, металла, стекла и пластика.
Существуют десятки типов специализированных столов:
- Барный стол (барная стойка)
- Бильярдный стол
- Журнальный столик — низкий стол для формирования зоны отдыха.
- Интерактивный стол — стол, в столешницу которого вмонтирован сенсорный экран, подключенный к компьютеру, что позволяет решать множество задач прямо на столе; внешняя сторона столешницы покрыта калёным стеклом, что позволяет использовать изделие по своему прямому назначению.
- Кофейный стол
- Кухонный стол — рабочая панель на кухне.
- Ломберный столик
- Обеденный стол — стол для принятия пищи.
- Письменный стол — стол для выполнения письменных и других работ.
- Подставка (маленький столик, например, подставка для ног)
- Разделочный стол
- Сервировочный стол — передвижной стол-поднос
- Стол для заседаний
- Стол для машинистки
- Стол для телевизора
- Столик-матрешка — комплект миниатюрных столиков постепенно уменьшающихся размеров, вставляющихся один в другой.
- Туалетный стол — стол с зеркалом и туалетными принадлежностями.
- Стол для компьютера
- Приставной стол — дополнительный к основному.
- Стол-тумба («стол-книжка») — складное мебельное изделие, в разложенном виде, выполняющее функции обеденного стола, в сложенном виде напоминающее тумбу.
- Телефонный стол
- Ученический стол (парта)
- Шахматный стол — стол для игры в шахматы.
- Трельяж (Трюмо) — трёхстворчатое зеркало в сочетании с туалетным столиком.
- Секретер — предмет мебели, тип небольшого шкафа, с ящиками и полками для хранения бумаг.
- Бюро — письменный стол, оснащенный надстройкой над столешницей с полками и ящиками.

## Галерея
- Столы
- Стол для заседаний
- Стол руководителя
- Круглый стол для переговоров
- Раздвижной стол — «бабочка»